# Philip Wilhelm von Hörnigk
Philip Wilhelm von Hörnigk (ur. 23 stycznia 1640 we Frankfurcie nad Menem, zm. 23 października 1714 w Pasawie). Zwolennik i jeden z twórców doktryny ekonomicznej zwanej kameralizmem.
W roku 1684 wydał książkę: Oesterreich über alles, wann es nur will, w której argumentował, ze rozsądne gospodarowanie zasobami naturalnymi Austrii może przynieść jej dominację polityczną i gospodarczą w Europie.